# Wyoming (himno estatal)
"Wyoming" es la canción del estado de Wyoming,  Judge Charles Edwin Winter escribió la canción en el verano de 1903, y Earle R. Clemens compuso la música tiempo después. Registraron los derechos de autor de la canción en 1913 y la Wyoming Publishing Company en Casper la publicó ese mismo año y la canción se convirtió en la canción estatal pero no oficial de Wyoming.
En 1920, George Edwin Knapp compuso una nueva melodía para el poema del juez Winter. La registró y la publicó a través de Richter Music Company de Casper. La canción fue adoptada como canción oficial del estado el 15 de febrero de 1955.Knapp, cantante barítono y director coral, fue profesor de canto y director del departamento de música de la Universidad de Wyoming de 1920 a 1930.

## Historia
Se atribuye al gobernador Fenimore Chatterton el haber sido el primero en anunciar "Wyoming" como canción oficial del estado, durante una convención de la Asociación Industrial del Estado en Sheridan en 1903. La canción fue posteriormente aprobada como canción oficial por la asociación de prensa del estado, la convención industrial del estado y la universidad estatal, entonces Universidad Estatal de Wyoming.

## Letra
En el lejano y poderoso Oeste,"
Donde el sol carmesí busca descanso,
Hay un estado creciente y espléndido que se encuentra arriba,
En el pecho de esta gran tierra;
Donde se encuentran las enormes Montañas Rocosas,
¡Allí está Wyoming joven y fuerte, el estado que amo!
En las flores silvestres y dulces,
Colores raros y perfumes se encuentran;
Allí está la aquilegia tan pura, la margarita también,
Salvaje es la rosa y roja brota,
Blanco el botón y sus anillos,
Eres leal porque son rojos, blancos y azules.
Donde tus picos con cabeza coronada,
Elevándose hasta el cielo se casaron,
Siéntense como reinas de la nieve que gobiernan el bosque, el arroyo y la llanura;
'Bajo tus profundas bases de granito,
'Bajo el amplio arco de tu pecho,
Yacen las riquezas que has ganado y te han traído fama.
Otros tesoros tienes,
Moldeas a hombres y mujeres;
Verdaderas y sinceras son las vidas que tú levantas,
Enseña fuerza a tus hijos,
Das a cada uno la verdad de la naturaleza,
Libres y nobles son tus obras y tus caminos.
En la bandera de la nación libre
Hay una estrella que tiene para mí
Un resplandor puro y un esplendor como el sol;
Mía es, la estrella de Wyoming.
A casa me lleva cerca o lejos;
¡Oh Wyoming! ¡Has ganado todo mi corazón y mi amor!
Coro
¡Wyoming, Wyoming! ¡Tierra de luz y sol!
¡Wyoming, Wyoming! ¡Tierra que apreciamos tanto!
Wyoming, Wyoming, ¡valiosos sois tú y los tuyos!
Wyoming, Wyoming, mi amado estado.